# Травін Дмитро Олегович
Дмитро Олегович Травін (рос. Дмитрий Олегович Травин; нар. 28 грудня 1970, Калінінград, РРФСР) — радянський та російський футболіст, нападник та півзахисник.

## Життєпис
Вихованець калініградської «Балтики». Футбольну кар'єру розпочав у складі аматорського клубу «Іскра» (Калінінград), згодом виступав за «Балтику-2». У 1988 році потрапив до заявки першої команди калінінградського клубу, який виступав у Другій лізі СРСР. У радянському чемпіонаті зіграв 8 матчів. З 1989 по 1990 роки захищав кольори аматорського клубу КВІУІВ (Калінінград). У 1991 році повернувся до друголігової «Балтики», також цього року встиг провести 8 матчів у складі аматорського колективу СКА-«Балтика» (Калінінград). У 1992 році повернувся до друголігової «Балтики». З 1993 по 1994 рік виступав у складі іншої нижчолігової калінінградської команди, «Вест».
Напередодні старту сезону 1994/95 років підсилив шепетівський «Темп». Дебютував у футболці шепетівського колективу 22 липня 1994 року в переможному (2:1) домашньому поєдинку Вищої ліги проти вінницької «Ниви». Єдиним голом у футболці команди з Хмельниччини відзначився 19 серпня 1994 року на 37-й хвилині переможного (4:0) домашнього поєдинку Вищої ліги проти запорізького «Металурга». У складі «Темпа» в чемпіонаті України зіграв 24 матчі та відзначився 1 голом, ще 4 поєдинки провів у кубку України. У 1995 році переїхав до Білорусі, де захищав кольори «Бобруйська». Після розформування команди виїхав до сусідньої Латвії, де в 1996 році виступав у ризьких клубах «Універсітате» та «Юмієкс».
У 1998 році повернувся до Росії, де захищав кольори друголігових клубів. Спочатку виступав у «Сибіряку» (Братськ), але по ходу сезону перейшов до омського «Динамо». У 2000 році підсилив «Океан». У 2002 році втратив місце в основі й не зіграв жодного офіційного поєдинку за клуб. По завершенні сезону завершив кар'єру професіонального футболіста. З 2002 по 2008 рік виступав в аматорських клубах «Нафтовик» (Ноглики) та «Портовик-Енергія» (Холмськ).